# Furacão Claudette (2003)
O furacão Claudette foi um ciclone tropical moderadamente forte que atingiu o sul do Texas em julho de 2003. Um furacão de longa duração no Atlântico de julho, Claudette foi a quarta depressão, a terceira tempestade tropical e o primeiro furacão da temporada de furacões no Atlântico de 2003. Claudette começou como uma onda tropical no leste do Caribe. Ele se moveu rapidamente para o oeste, passando pela Península de Iucatã antes de se mover para o noroeste através do Golfo do México. Claudette permaneceu uma tempestade tropical até pouco antes de atingir a costa em Port O'Connor, Texas, quando rapidamente se fortaleceu para uma forte furacão categoria 1 na escala de furacões Saffir-Simpson. A previsão de seu caminho e intensidade foi incerta ao longo de sua existência, resultando em preparativos generalizados e muitas vezes desnecessários ao longo de seu caminho.
Claudette foi o primeiro furacão a atingir a costa em julho nos Estados Unidos desde o furacão Danny na temporada de 1997. O furacão causou duas mortes e danos moderados no Texas, principalmente por ventos fortes, além de extensa erosão da praia. Por causa dos danos, o presidente George W. Bush declarou partes do sul do Texas como Área de Desastre Federal, permitindo que os cidadãos afetados solicitassem ajuda. Claudette também causou chuvas significativas e pequenos danos no estado mexicano de Quintana Roo como uma tempestade tropical, bem como pequenos danos em Santa Lúcia antes de se transformar em um ciclone tropical.

## História meteorológica
Uma onda tropical se afastou da costa da África em 1 de julho. Organizou-se constantemente à medida que se movia para o oeste e se assemelhava a uma depressão tropical em 7 de julho. No entanto, relatórios de superfície e aeronaves de reconhecimento indicaram que o sistema não tinha características tropicais e permaneceu simplesmente um sistema de baixa pressão. A onda produziu ventos com força de tempestade tropical ao passar pelas Pequenas Antilhas em 8 de julho, mas não adquiriu características tropicais até atingir o leste do Caribe. Por ter ventos com força de tempestade tropical, o sistema foi atualizado imediatamente para a tempestade tropical Claudette depois que desenvolveu uma circulação de baixo nível no final de 8 de julho.
No início de 9 de julho, ao sul de Porto Rico, Claudette rapidamente se fortaleceu sobre as águas quentes do Caribe, e seus ventos mais fortes estavam perto do limiar da intensidade do furacão. Possivelmente devido ao seu avanço rápido, a tempestade tornou-se desorganizada e enfraquecida. As condições tornaram-se brevemente mais favoráveis no oeste do Caribe, e Claudette atingiu o status de furacão por seis horas em 10 de julho. Logo depois, a tempestade encontrou ventos desfavoráveis de alto nível e enfraqueceu novamente para uma tempestade tropical. Em resposta a uma quebra na cordilheira subtropical - uma cordilheira de alta pressão que muitas vezes impede que os sistemas tropicais se movam para o norte - ela virou para oeste-noroeste. Claudette fez seu primeiro landfall em Puerto Morelos na Península de Iucatã, em 11 de julho, como uma tempestade tropical com ventos de 97 km/h (60 mph).

Furacão Claudette atingindo o Texas em 15 de julho

Claudette oscilou para o noroeste sobre o Golfo do México e gradualmente se fortaleceu. Os ventos de nível superior diminuíram constantemente e Claudette tornou-se novamente um furacão no final de 14 de julho. Pouco antes do desembarque, ele se fortaleceu rapidamente e retomou seu movimento de avanço na direção oeste, atingindo Port O'Connor, Texas, em 15 de julho, como furacão de categoria 1 na escala de furacões Saffir-Simpson com ventos de 140 km/h (90 mph). Os residentes ao longo e no interior da costa central do Texas foram pegos de surpresa tanto pela intensidade quanto pelo horário de chegada. O furacão foi projetado para atingir a costa nas primeiras horas da noite de 15 de julho, mas em vez disso atingiu a costa antes do meio-dia. Além disso, algumas estimativas iniciais sugeriam que Claudette havia atingido o status de Categoria 2, com ventos sustentados de até 160 km/h (100 mph); estes foram baseados em observações não oficiais que não foram apoiadas por dados oficiais.
Por mais lento que Claudette fosse para se fortalecer, também era lento para se dissipar por terra. Avisos de furacões no interior foram emitidos para vários condados longe da costa e os ventos atingiram 134 km/h (83 mph) no Aeroporto Regional de Victoria. Manteve a intensidade da tempestade tropical por mais de 24 horas após o desembarque, uma raridade para uma tempestade tão fraca; a maioria dos sistemas tropicais enfraquece rapidamente após o desembarque, pois são separados das águas quentes que os alimentam. A tempestade finalmente perdeu a sua circulação de baixo nível no início de 17 de julho sobre Chihuahua, embora suas chuvas e circulação de alto nível tenham atravessado o sul da Califórnia e continuado no Oceano Pacífico.

## Preparações
Autoridades mexicanas emitiram um alerta de tempestade tropical 37 horas antes da chegada da tempestade entre Chetumal e Cabo Catoche, Quintana Roo. O aviso foi atualizado para um aviso de furacão cerca de um dia antes do desembarque, mas foi rebaixado quando Claudette enfraqueceu apenas 13 horas antes de seu desembarque na Península de Iucatã. O governo mexicano declarou estado de emergência no caminho projetado da tempestade e declarou uma ordem de evacuação para 1.500 cidadãos em Quintana Roo. Lá, os moradores permaneceram calmos durante a evacuação. Os turistas saíam das boates para os supermercados para estocar, entre outros itens, cerveja, que era proibida à meia-noite. As escolas foram montadas como abrigos, enquanto a polícia obrigava os turistas a permanecerem em seus hotéis.
A variação consistente no caminho de Claudette causou incerteza sobre a força e localização de seu pouso final. Em 13 de julho, dois dias antes do eventual desembarque de Claudette, o Centro Nacional de Furacões emitiu um alerta de furacão entre Brownsville e Port O'Connor, Texas. No dia seguinte, um alerta de furacão existia de Baffin Bay a High Island, Texas, enquanto um alerta de tempestade tropical se estendia de High Island a Intracoastal City, Louisiana. Quando ficou claro que a Louisiana não seria significativamente afetada pela tempestade, os alertas de tempestade tropical do estado foram cancelados. No Texas, as autoridades do condado de Galveston recomendaram evacuações para o oeste da Ilha Galveston e Jamaica Beach, 24 horas antes do desembarque projetado de Claudette. O Sistema de Notificação de Telefone de Emergência notificou os cidadãos à noite para evitar a evacuação durante a noite. Muitos cidadãos atenderam à sugestão de evacuação, alguns dos quais se lembraram da inundação da tempestade tropical Frances cinco anos antes.
O furacão Claudette também afetou a indústria do petróleo. ExxonMobil, Chevron, ConocoPhillips, Shell plc, Marathon Oil, Unocal Corporation e Anadarko Petroleum limitaram a produção e evacuaram muitos de seus trabalhadores. A Chevron, que evacuou mais de 1.800 trabalhadores, devolveu muitos de seus trabalhadores no dia em que Claudette desembarcou. A Unocal fechou 23 sondas e plataformas na região. Os fechamentos combinados interromperam a produção diária de 35,800 m3 (225,000 bbl) por dia de óleo e 57,000,000 m3 (2×109 cu ft) de gás natural, que respondeu por 15% da produção total do Golfo do México.

## Impacto

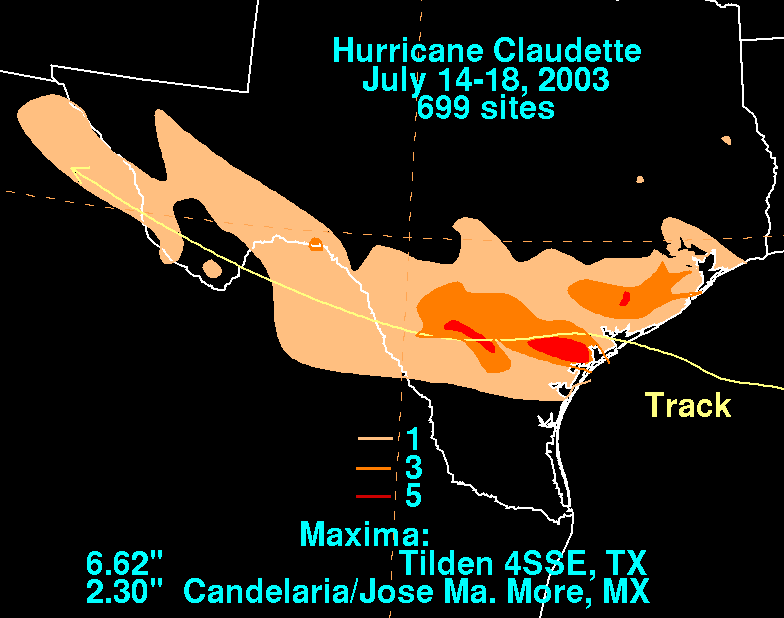
Totais de precipitação de Claudette

Fora do Texas, o furacão Claudette causou poucos danos devido à sua baixa intensidade. No total, as estimativas de danos subiram para $ 180 milhões (2003 USD, $ 198 milhões 2006 USD), e a tempestade causou uma morte direta e duas indiretas. Uma das mortes indiretas foi quando um homem em Navarre Beach, Flórida, teve um ataque cardíaco enquanto surfava no leste do Golfo do México. A segunda morte indireta envolveu uma mulher morta pela queda de um galho de árvore no Texas, depois que a tempestade passou.

### Mar do Caribe
Como uma onda tropical, Claudette deixou cair chuvas torrenciais e trouxe ventos fortes para a ilha de Santa Lúcia. O Aeroporto George FL Charles em Castries relatou uma rajada de vento de 84 km/h (52 mph), enquanto outras partes da ilha experimentaram chuvas quase horizontais devido às rajadas. Nas porções norte e leste da ilha, os ventos fortes arrancaram telhados e derrubaram árvores nas estradas. No geral, os danos foram leves e totalizaram $ 1,1 milhões (2003 USD, $ 1.62 milhões 2023 USD).

A tempestade tropical Claudette atingindo a Península de Iucatã em 11 de julho

Na República Dominicana, as faixas externas da tempestade causaram chuvas moderadas de até 76 mm (3 in) em São Domingos. Os ventos chegaram a 72 km/h (45 mph), derrubando árvores, postes de sinalização e telhados de ferro. Além disso, inundações em áreas metropolitanas bloquearam a passagem de carros e pedestres. As plantações de banana e outras frutas na parte sudoeste do país sofreram danos graves, embora os danos totais exatos sejam desconhecidos.
Na Jamaica, a tempestade causou rajadas de vento de 72 km/h (45 mph) em Montego Bay. Os meteorologistas previram marés altas, ondas fortes e até 150 mm (6 in) de chuva na ilha, embora os totais exatos pós-tempestade não sejam conhecidos. Muitos pescadores moveram seus barcos da água para um local seguro, enquanto uma linha de cruzeiro desviou três navios do caminho de Claudette.
Nas Ilhas Cayman, onde a tempestade permaneceu 266 km (165 mi) de distância em seu ponto mais próximo, os totais de precipitação variaram de 25–76 mm (1–3 in). No lado sul de Grande Caimão, Claudette causou alturas de onda de cerca de 3.0 m (10 ft), enquanto o lado oeste recebeu pouca precipitação. Também em Grand Cayman, a tempestade causou ventos de 56–64 km/h (35–40 mph), causando pequenos danos às árvores, mas pouco mais.
Na Península de Iucatã, no México, Claudette lançou ondas fortes contra o litoral de Cancún, mas no geral causou danos leves. Ao cruzar a península, a tempestade deixou cair chuvas moderadas, incluindo um total de 82 mm (3.22 in) em Cancún. Os ventos eram moderados, fazendo com que o Aeroporto Internacional de Cancún atrasasse vários voos, embora não houvesse cancelamentos. No geral, Claudette afundou alguns pequenos barcos e inundou algumas ruas em Cancún, embora os danos tenham sido menores na Península de Yucatán.

### Texas
Ao atingir a costa central do Texas, a maré de tempestade de Claudette atingiu uma altura máxima de 1.6 m (5.3 ft) em Galveston. Freeport relatou uma "maré de tempestade" - a elevação geral da água sobre a maré baixa média - de 2.79 m (9.15 ft). Claudette produziu chuvas moderadas no sul do Texas, com pico de 170 mm (6.5 in) em Tilden. Na Ilha Matagorda, a estação meteorológica local mediu ventos de 121 km/h (75 mph) —o único relatório oficial de ventos com força de furacão ao longo da costa. No entanto, várias plataformas de petróleo offshore relataram ventos de até 140 km/h (90 mph), e uma leitura não oficial em Seadrift indicou ventos de 155.5 km/h (96.6 mph). Este relatório sugeriria que a tempestade era um furacão de categoria 2 de baixa gama, embora isso contradissesse os dados do caçadores de furacões, que apontavam para uma tempestade de menor intensidade.
A erosão severa da praia ocorreu de High Island a Freeport, embora grandes tubos geotêxteis reduzissem a erosão na Ilha Galveston e na Bolivar Peninsula. As bandas externas do furacão geraram dois tornados. Um deles foi um F1 na escala Fujita que causou danos a vários edifícios em Palacios, e o outro danificou casas em Port Lavaca.
Inundações generalizadas e rajadas de vento destruíram 204 casas ao longo da costa sudeste do Texas, a maioria das quais ocorreu no condado de Matagorda. Além disso, os ventos danificaram 1 407 residências, sendo 144 delas gravemente danificadas. O vento também afetou 147 empresas, das quais 64 foram destruídas ou severamente danificadas. Os ventos fortes derrubaram várias linhas de energia, deixando cerca de 74.000 residentes sem energia logo após. No geral, Claudette causou $ 180 milhões (2003 USD, $ 265 milhões 2023 USD) em danos no Texas e uma morte diretamente de uma árvore caída durante a tempestade. Além disso, a tempestade foi indiretamente responsável por outra morte, quando um galho de árvore caiu sobre uma mulher após a tempestade.

## Consequências

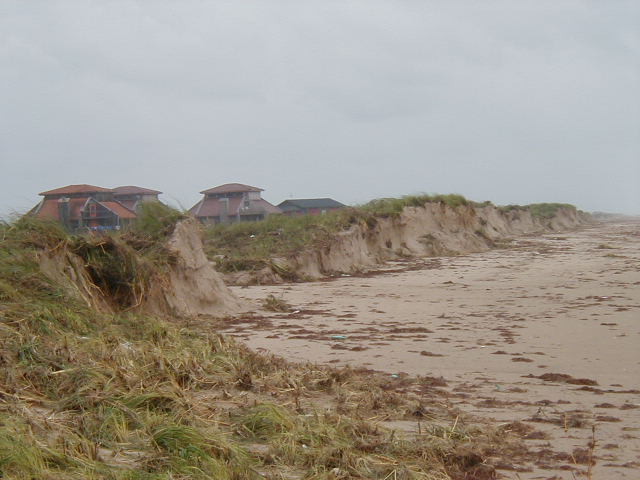
Erosão da praia causada por Claudette

Em 17 de julho, o presidente George W. Bush declarou 18 condados do sul do Texas como área de desastre federal. dentro de 2 meses da tempestade, mais de 15.000 cidadãos cadastrados para atendimento. O governo aprovou US$ 34,8 milhões (2003 USD, $ 51.3 milhões 2023 USD) em ajuda, dos quais quase metade foi para reparos domésticos básicos. A Agência Federal de Gestão de Emergências (FEMA) forneceu 75% dos US$ 1,35 milhões (2003 USD, $ 1.99 milhões 2023 USD) custo de remoção de detritos, com os outros 25% sendo cobertos por agências locais. A FEMA também forneceu US$ 1,26 milhões (2003 USD, $ 1.86 milhões 2023 USD) para consertar geotubos na Península de Bolívar no Condado de Galveston. Os geotubos, que protegem os edifícios ao longo das áreas costeiras, foram severamente danificados pelo furacão.
No oeste do Texas, chuvas fortes de até 130 mm (5 in) provocaram temporariamente o crescimento generalizado de flores silvestres em uma paisagem normalmente árida. As chuvas restauraram o fluxo do Rio Grande no Parque Nacional de Big Bend, que havia cessado na área devido à falta de chuvas. Além disso, a precipitação aumentou o nível da água no reservatório de Amistad em mais de 1.2 m (4 ft).